# 出雲市立第三中学校
出雲市立第三中学校（いずもしりつ だいさんちゅうがっこう）は、島根県出雲市大塚町にある公立中学校。出雲市内の公立中学校では生徒数が最も多い。島根県内では２番目に生徒数が多い。

## 沿革
- 1947年（昭和22年）4月22日 - 設立。

## 校区
- 校区は、四絡小学校、高浜小学校、北陽小学校の通学区域となっている。

## 部活動

### 運動部
- サッカー部
- 野球部
- 陸上部
- ソフトテニス部（男・女）
- 水泳部
- バレーボール部（男・女）
- 剣道部
- 卓球部（女）
- 体操部（女）
- バスケットボール部（女）

### 文化部
- 合唱部
- 吹奏楽部
- 美術部
- 園芸部
- 科学部
- 英語部

## 著名な卒業生
- 和田毅
- 柳楽智和
- 琴弥山幸基
- 里見香奈倉敷藤花